# Јагње (филм из 2021)
Јагње (исл. Dýrið, "Животиња") је исландски драмски филм из 2021. године, редитеља Валдимара Јохансона, који је такође заједно са Сјоном написао сценарио. У филму глуми Номи Рапас, и означава дугометражни редитељски деби Валдимара Јохансона. Рапас и Бела Тар су извршни продуценти.
Након премијере на Филмском фестивалу у Кану 2021, филм је објављен на Исланду 24. септембра исте године. Био је изабран као исландска пријава за најбољи међународни играни филм на 94. додели Оскара.

## Радња
На Исланду, крдо коња је престрашено од стране непознатог, гласног ентитета који се пробија до штале. Касније, фармерка Марија и њен супруг Ингвар су шокирани када сазнају да је једна од њихових трудних оваца родила хибрид човека и овце.
Марија и Ингвар ће заволети хибридно јагње, узимају га као своје и дају му име Ада по Маријиној преминулој ћерки. Адина биолошка мајка почиње да постаје сметња, покушавајући да контактира Аду лутајући испред куће. Убрзо након инцидента у којем Ада нестаје и касније је пронађена поред мајке, Марија пуца у Адину мајку и закопава њено тело у плитку, необележену гробницу. Без њеног знања, Ингваров брат Пјетур, који стиже на сеоску кућу непосредно пре убиства, сведочи инциденту пре него што је спавао у штали.
Пјетур стално напада Марију када је сама, а Аду веома узнемирава и остаје у уверењу да је „то животиња, а не дете“. Ингвар тврди да их је цела ситуација обрадовала. Све више љут и узнемирен Маријином и Ингваровом бизарном приврженошћу Ади, Пјетур је води у рану јутарњу шетњу док сви спавају са намером да је упуца. Међутим, након што се у сузама предомислио, касније је виђен како чврсто спава са Адом и убрзо постаје лик налик ујаку према њој.
Једне вечери, док Марија, Пјетур и Ингвар праве забаву, Ада је сведок непознатог ентитета од раније у близини штале. Ентитет затим  убија породичног пса пре него што узме породичну пушку. После забаве, пијани Ингвар одлази у кревет. Пјетур поново почиње да  сексуално узнемирава Марију. Када је она одбила његов покушај, Пјетур открива да је био сведок како Марија убија Адину мајку и покушава да уцени Марију.
Марија се претвара да ју је Пјетур завео како би га закључала у орман, а затим свира клавир да пригуши његово викање. Пошто се коначно заситила Пјетура, Марија га следећег јутра вози до аутобуске станице и шаље кући. Након што се пробудио и открио да су Марија и Пјетур нестали, Ингвар води Аду да поправи покварени трактор, који се покварио раније док га је Пјетур возио. При повратку кући, ентитет, за који се открило да је хибрид ован/човек, излази и пуца Ингвару у врат, пре него што са собом одведе расплакану Аду и оде у дивљину.
Марија се враћа кући и открива да су Ингвар и Ада нестали. Она почиње широку потрагу за њих двоје. Касније открива Ингваров леш и у очају тугује због губитка мужа и детета. Последња сцена је Марија у шоку како лута дивљином, пре него што се суочила са камером и затворила очи пуне суза.